# آرثر بيري
آرثر بيري (بالإنجليزية: Arthur Latham Perry)‏ (و. 1830 – 1905 م) هو عالم اقتصاد، ولد في لايم، توفي في ويليامزتاون، عن عمر يناهز 75 عاماً.

## التعليم
تعلم في كلية ويليامز.